# Vos (dier)
De vos (Vulpes vulpes) (ook wel gewone of rode vos genoemd) is een lid van de hondachtigen. De wetenschappelijke naam van de soort werd als Canis vulpes in 1758 gepubliceerd door Carl Linnaeus.

## Uiterlijk

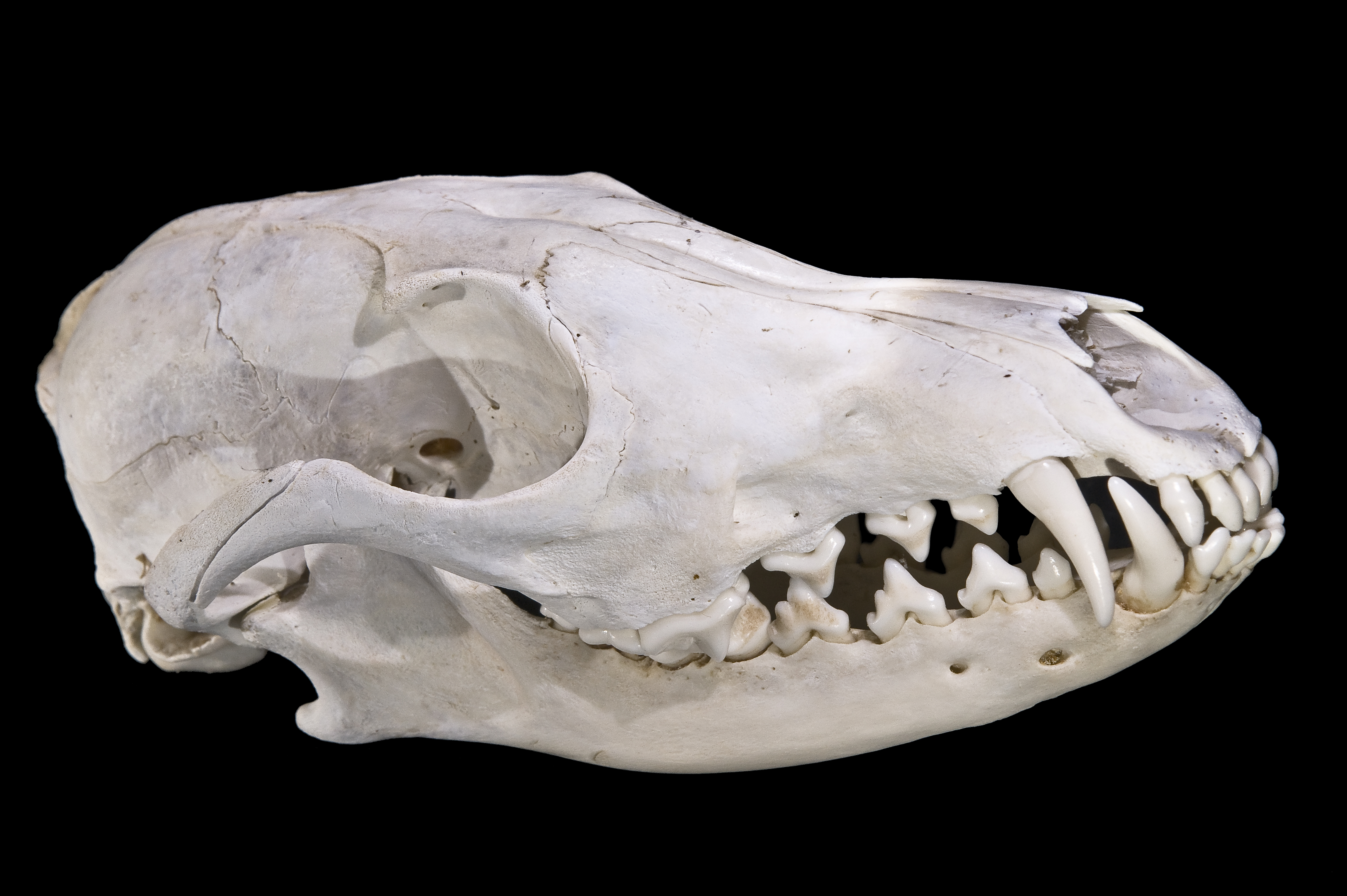
Vulpes vulpes-schedel

De vossenvacht is over het algemeen roodbruin, maar kan ook beige tot helderrood zijn, of zilverkleurig tot zwart (vooral in de bergen). De donkere variëteiten hebben soms andere namen, zoals brandvos of kruisvos.
Ook albino's komen voor. De oren zijn aan de achterzijde zwart, evenals de "sokken", de onderbenen. Sommige dieren hebben een witte staartpunt; veel vossen hebben in ieder geval enkele witte haren rond het puntje van de staart. De bovenlip is wit, evenals de bef. Op de wangen zit bij veel vossen een zwarte of bruine "traandruppel". Sommige dieren hebben een staalgrijze keel en buik, met een witte ster op de borst. In de paartijd heeft het vrouwtje, de moervos, een roze glans over de vacht aan de onderzijde.
De vos heeft een slanke snuit en puntige rechtopstaande oren. De staart is lang, dik en ruig. Hij heeft een schouderhoogte van 35 tot 40 centimeter en staat hoog op de poten. Hij heeft een kop-romplengte van 50 tot 80 centimeter met een staart van 32 tot 48 centimeter. Hij weegt zes tot tien, soms vijftien kilogram. Mannetjes zijn over het algemeen groter dan vrouwtjes.

## Gedrag

### Voedsel en activiteit

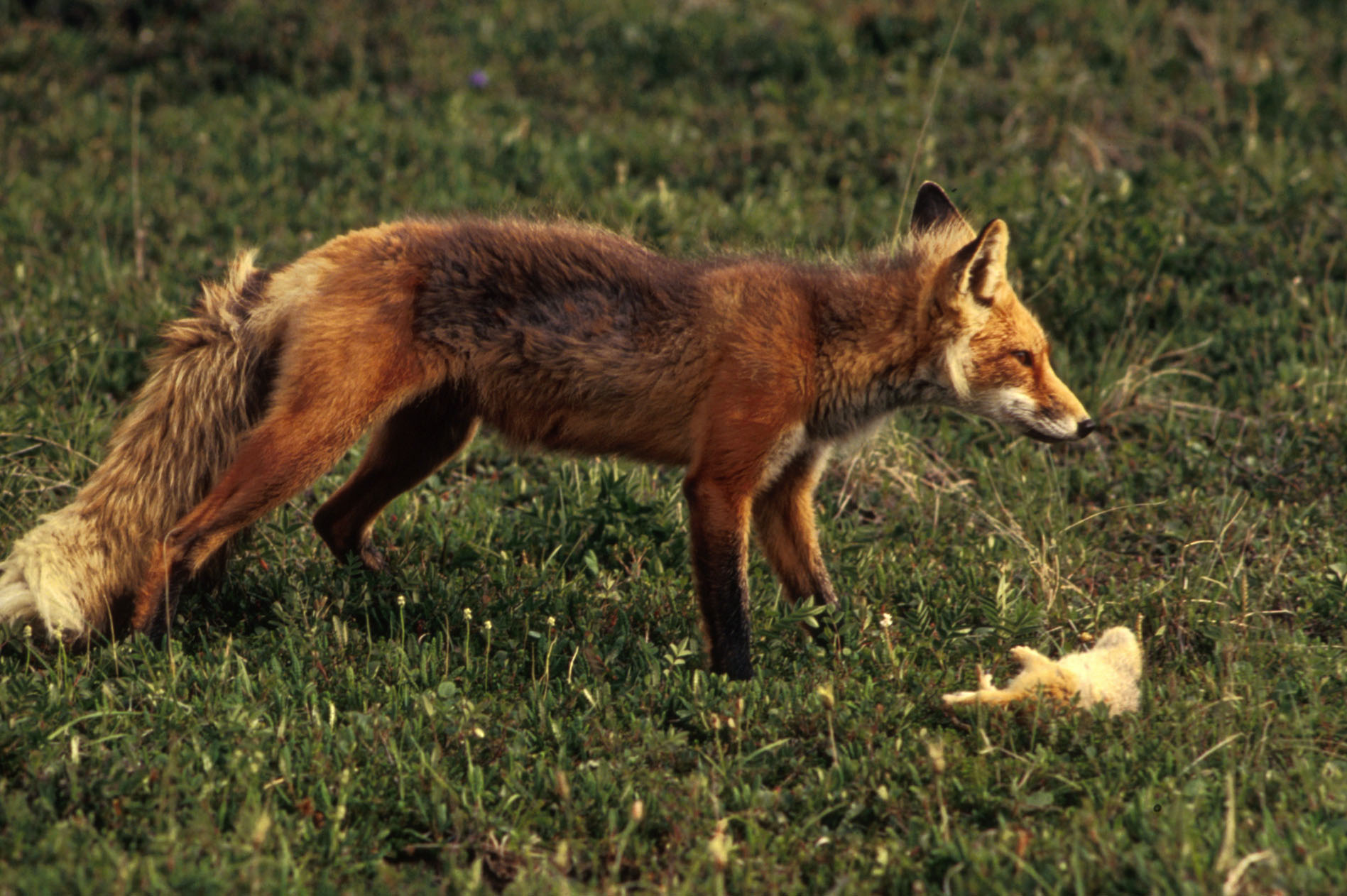
Vos met prooi

Vossen jagen solitair, meestal 's nachts en in de schemering, maar in onverstoorde gebieden jaagt hij liever overdag. De vos is een opportunist: hij eet bijna alles. Hij kan hard rennen, tot zestig kilometer per uur, alhoewel zes tot dertien kilometer per uur de normale snelheid is.
Zijn prooien zijn meestal kleine en middelgrote prooidieren, zoals grote kevers, muizen en andere knaagdieren, konijnen, hazen, vogels en eieren, regenwormen en egels. Ook vruchten en bessen (vooral bramen) worden gegeten, evenals aas, placenta's en afval. De vos is dus een omnivoor, maar ook een opportunist: in de Nederlandse Oostvaardersplassen leeft hij bijvoorbeeld in het voorjaar vooral van ganzenkuikens. De vos negeert kikkers en padden en vindt mollen en spitsmuizen niet lekker.
Dagelijks moet een vos ongeveer vijfhonderd gram aan voedsel binnenkrijgen. Een vos doodt soms meer dan hij nodig heeft. Vooral op plaatsen waar meerdere prooidieren op elkaar zitten en niet kunnen ontsnappen, kan hij een ware slachtpartij (overkill) aanrichten, bijvoorbeeld in kippenhokken of kolonies van grondbroedende vogels als kokmeeuwen. Voedselresten worden begraven en later weer opgezocht, maar de vos legt geen voedselvoorraden aan. Een vos is meestal zeer succesvol in het terugvinden van begraven voedsel.

### Sociaal gedrag
De vos leeft meestal in een groep van zo'n zes dieren. Een dominante rekel (mannetjesvos) en een dominante moervos (vrouwtjesvos) worden begeleid door meerdere moervossen, waarschijnlijk uit vorige worpen. Meestal zijn alle vrouwtjes in een groep aan elkaar verwant. Rekels worden, zodra ze volwassen zijn, uit de groep verjaagd. De ondergeschikte moervossen zijn helpers, die helpen met de opvoeding van de jongen. Soms planten in een groep meerdere moervossen zich voort. De worpen worden dan vaak samengevoegd tot één groep welpen, die bij alle moervossen mogen zogen.
Het territorium kan tot 12 km² bedragen, al naargelang van voedselaanbod, veilige nestplaatsen en dergelijke. Het biotoop wordt afgebakend met geursporen, voornamelijk urine en uitwerpselen, die worden geplaatst op duidelijk zichtbare en ruikbare plaatsen, maar vooral op vaak gebruikte plaatsen. Over het algemeen bakenen alleen de dominante moervossen het territorium af met urine. Een van de componenten van de vossengeur is chemisch geïdentificeerd als 3-methyl-2-buteen-1-thiol.
De vos kan ten minste 28 verschillende geluiden voortbrengen en kent ook een groot aantal houdingen om mee te communiceren. Onderdanige vossen houden bijvoorbeeld de oren naar achter, de mond lichtelijk open met opgetrokken lippen en kwispelen bochtig met hun staart. Agressieve vossen plaatsen de oren zijdelings en houden de mond wagenwijd open.

### Hol
Vossen leven in een hol. Het hol is zelf gegraven of van een konijn of een das. De doorsnee van de pijp (gang naar het hol) is ongeveer 20 cm. Het komt voor dat vossen zelfs hun hol delen met konijnen en dassen. Een zelfgegraven hol bevindt zich meestal in een zandbank, onder een omgevallen boom, tussen boomwortels of onder rotsen en heeft vaak twee tot vier ingangen. Een groot hol, met meerdere ingangen, wordt een burcht genoemd. Meestal gebruiken alleen drachtige vrouwtjes het hol. Buiten het voortplantingsseizoen verblijft de vos overdag meestal op beschutte plaatsen.

### Voortplanting
Vossen zijn vaak monogaam. De paartijd is in de winter, wanneer de vrouwtjes gedurende slechts een tot zes dagen vruchtbaar zijn en mannetjes op hun vruchtbaarst zijn. De jongen worden na een draagtijd van 51 tot 56 dagen in de lente (tussen maart en mei) geboren. Het hol wordt soms gedeeld door drachtige vrouwtjes.
Een worp telt meestal 4 tot 6 welpen. Worpen van 5 tot 8 jongen komen ook voor, bij uitzondering zelfs 10. Dit aantal is afhankelijk van het voedselaanbod. In gebieden met veel vossen zijn de worpen kleiner. Bij de geboorte zijn de jongen blind en doof en wegen ongeveer 100 gram. Ze hebben bij de geboorte een donkere fluwelen vacht, stompe snuitjes en kleine oren. De eerste twee tot drie weken zijn de jongen volledig afhankelijk van hun moeder. De vader en de helpers brengen de eerste dagen voedsel voor de moeder; nadat de jongen gespeend zijn, helpt ook de moeder mee.

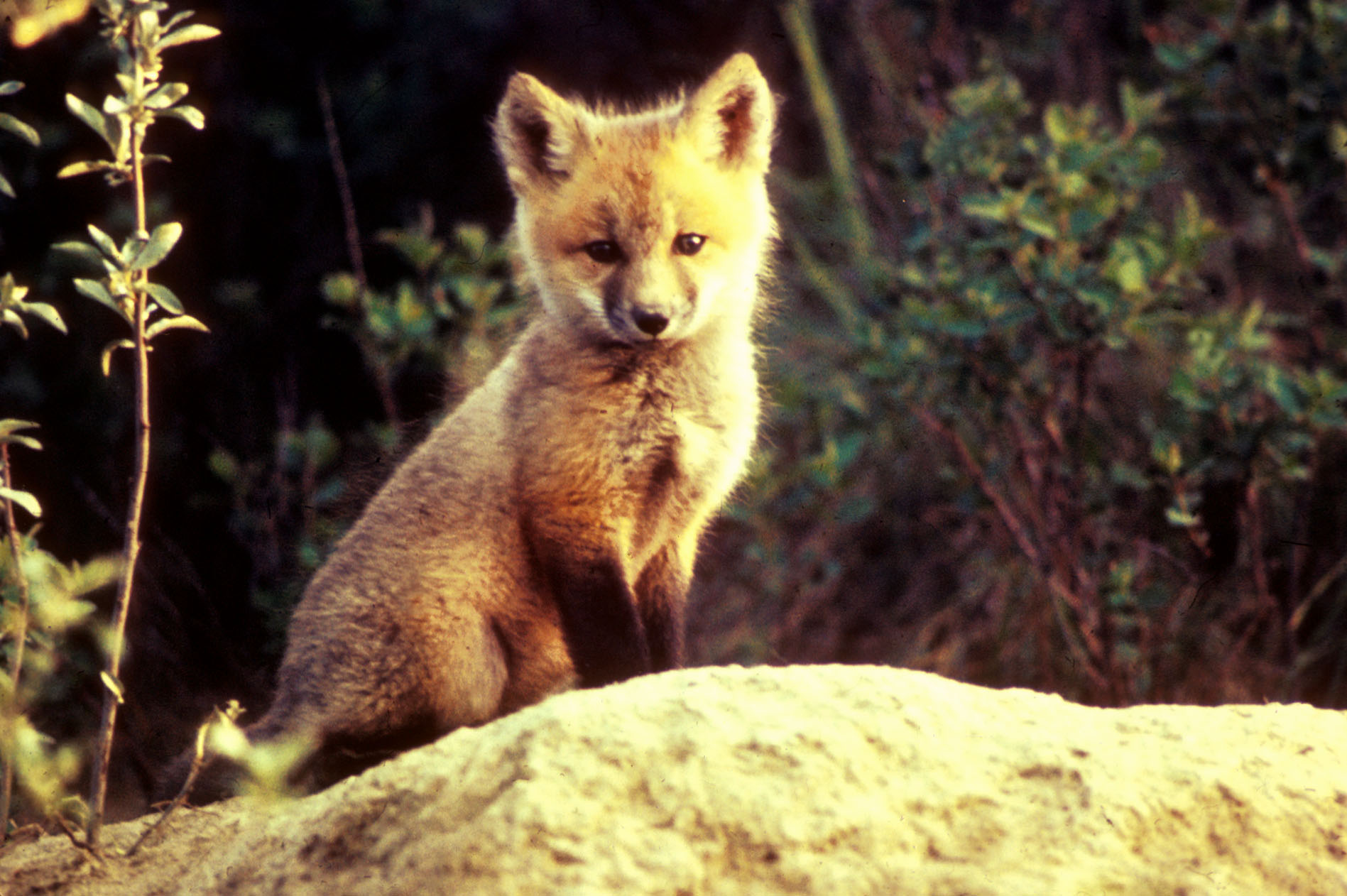
Welp

Na elf tot veertien dagen gaan de ogen open. De eerste maand zijn de ogen blauw van kleur, maar later worden ze bruin. Als de welpen vier weken oud zijn, groeien de neus en oren snel en komt er een rossige glans over de vacht. Ze eten rond deze tijd hun eerste vaste voedsel. Na zes weken worden de welpen gespeend en na zeven tot acht weken hebben ze het volledige melkgebit.
Na zes maanden zijn jonge vossen op het oog niet meer te onderscheiden van volwassen dieren. Tegen de herfst zijn de jongen volwassen en gaan ze een eigen territorium zoeken. Na tien maanden zijn ze geslachtsrijp.

### Bedreiging en levensverwachting
In het wild kan de vos zo'n tien jaar oud worden. De meeste vossen worden echter niet ouder dan drie jaar. Ziekte is de voornaamste doodsoorzaak. Ziektes waaraan vossen kunnen lijden zijn bijvoorbeeld schurft en hondsdolheid. Verder zijn ze ook drager van vlooien, teken en een serie parasieten waarvan de vossenlintworm de belangrijkste is (tot vier verschillende soorten per vos). De vos ondervindt geen schade van deze lintworm. Ook worden veel vossen slachtoffer van het verkeer. De jacht is ook een belangrijke oorzaak.

## Verspreiding en leefgebied
De vos heeft tegenwoordig het grootste verspreidingsgebied van alle roofdieren (voorheen was dit de wolf). Hij komt voor over praktisch het gehele noordelijk halfrond, van de poolcirkel tot Noord-Afrika, Noord-Amerika en het Aziatische steppengebied. De soort ontbreekt alleen in te hete woestijnen, koude toendra's en op eilanden als IJsland. Hij is geïntroduceerd in Australië, de Falklandeilanden en op het eiland Man, waar hij waarschijnlijk weer is uitgestorven. De vos is een van de grootste roofdieren die nog vrij in de Benelux voorkomen.
De vos kan zich goed aanpassen en komt in bijna elke gebied voor: woestijnen, toendra's, moerassen, gebergten, duinen en landbouwgebieden. Onder andere in Engeland komt de vos ook voor in stedelijk gebied, voornamelijk in buitenwijken, waar huizen grote tuinen hebben, en in stadsparken. In Engeland wordt de vos op deze plekken illegaal bejaagd. Sinds begin jaren '80 komt de stadsvos ook meer en meer in België voor. Zo zit er zeker één vos in de Kruidtuin in Mechelen en telt het park van Woluwe in Brussel een hoge concentratie stadsvossen. De favoriete habitat blijft echter bos met open gebieden en struwelen.

### Als exoot in Australië

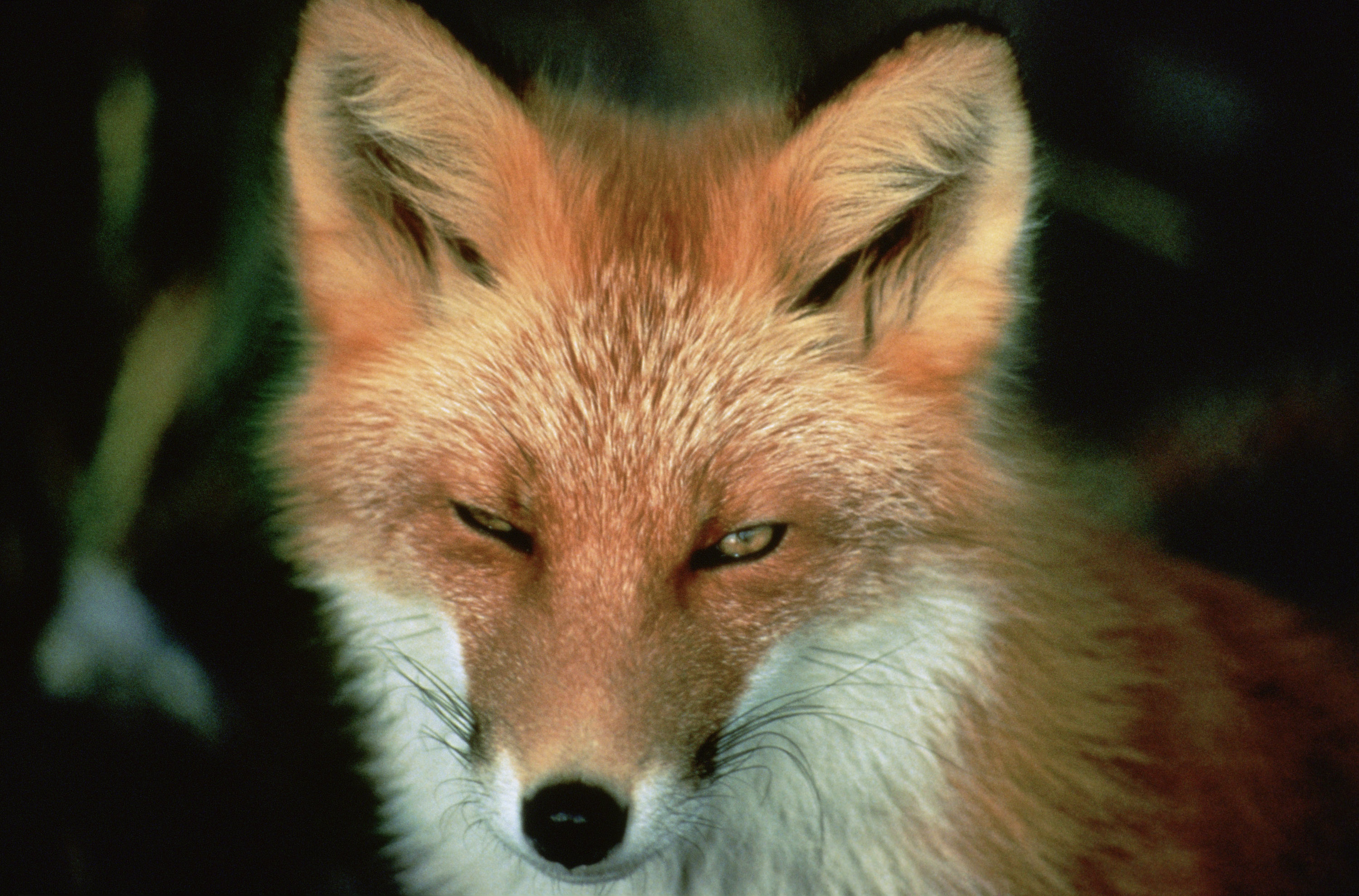

De vos is in de jaren dertig van de negentiende eeuw in Australië uitgezet, om als prooi te dienen voor de vossenjacht zoals traditioneel in Engeland bedreven. Hij geldt daar nu als exoot die veel ecologische schade aanricht, meer nog dan de kat en het konijn. Bij de achteruitgang of het uitsterven van enkele soorten, waaronder de woestijnkangoeroerat, wordt de vos als belangrijke factor aangewezen.

## Als huisdier
De vos is in principe niet geschikt als huisdier. Hij is meestal mensenschuw, hoewel hij in sommige omgevingen bedelgedrag kan aanleren. Om het proces van de domesticatie van wilde dieren na te bootsen zijn wetenschappers in Rusland in 1958 begonnen met het fokken van zilvervossen, een kleurvariant van de vos. Hierbij werden zilvervossen geselecteerd op de goede "tamme" eigenschappen. Na negen generaties van selectie waren er al aanmerkelijke gedragsveranderingen en kunnen vele van deze zilvervossen als huisdieren gebruikt worden.
In België mag het dier niet zonder erkenning als huisdier worden gehouden. De vos staat op een concept van een positieflijst van zoogdieren die geschikt zijn als huisdier. De vos komt op deze lijst niet voor en mag dus niet als huisdier gehouden worden. Deze positieflijst is echter op dit moment niet geldig.

## Als fokdier
In bepaalde landen worden vossen gefokt voor hun pels, met name in China en Finland. In België en Nederland is dit verboden.

## Culturele betekenissen

### In literatuur en strips
In fabels en verhalen wordt de vos reeds sinds de Oudheid steevast afgeschilderd als slim en sluw. Hij maakt gebruik van de zwakheden van anderen om ze te bedriegen en te misleiden en heeft daar over het algemeen veel succes mee. Hij wekt daarnaast bewondering door zijn slimheid en is meestal vrolijk en zorgeloos. Dit alles is bijvoorbeeld duidelijk het geval in de fabels van Aisopos en de middeleeuwse verhalen over Reynaart de Vos. Recentere voorbeelden zijn de vos in de Uncle Remus-verhalen (1881) van Joel Chandler Harris en de vos uit De kleine prins, een verhaal uit 1943 van Antoine de Saint-Exupéry. Ook in Oost-Azië heeft de vos een sluw imago, zoals de Kitsune, die ook mensen kunnen misleiden.
Sinds de 20e eeuw komt de vos ook veelvuldig voor in strips en tekenfilms. Een bekend Walt Disney-personage is Rein Vos. Andere voorbeelden zijn Joris Goedbloed uit Panda en de Bommelsaga (twee strips van Marten Toonder), Lowieke de Vos uit De Fabeltjeskrant of Zwieber de Vos uit Dora the Explorer. 